# Œuvres de Simon Bisley
Cette page recense la bibliographie de Simon Bisley par ordre chronologique. Sont ici énumérés uniquement ses bandes dessinées et livres illustrés, qu'il soit dessinateur ou scénariste, parus en français. Pour sa bibliographie en langue originale voir l'article anglophone.

## 1980-1989
- 1 Sláine 1 : Le Dieu cornu, Zenda, octobre 1989
Scénario : Pat Mills - Dessin et couleurs : Simon Bisley

## 1990-1999
- 2 Sláine 2 : Les Armes sacrées, Zenda, février 1990
Scénario : Pat Mills - Dessin et couleurs : Simon Bisley
- 3 Sláine 3 : Le Roi des celtes, Zenda, septembre 1990
Scénario : Pat Mills - Dessin et couleurs : Simon Bisley
- 4 Sláine 4 : La Déesse blanche, Zenda, novembre 1990
Scénario : Pat Mills - Dessin et couleurs : Simon Bisley
- 1 Lobo : Le Dernier Czarnien, Comics USA, Graphic U.S., janvier 1992
Scénario : Alan Grant - Dessin : Simon Bisley - Couleurs : Keith Giffen
- Batman/Judge Dredd : Jugement à Gotham, Comics USA, Spécial USA, mars 1992
Scénario : John Wagner - Dessin et couleurs : Simon Bisley
- Judge Dredd : Mégacity blues, Comics USA, Spécial USA, octobre 1992
Scénario : John Wagner - Dessin et couleurs : Simon Bisley
- 2 Le Noël de Lobo, Comics USA, novembre 1992
Scénario : Alan Grant - Dessin : Simon Bisley - Couleurs : Keith Giffen
- 3 Lobo frappe encore, Comics USA, Graphic U.S., février 1993
Scénario : Alan Grant - Dessin : Simon Bisley - Couleurs : Christian Alamy

## 2000-2009
- Bad Boy[1], Rackham, mars 2000
Scénario : Frank Miller - Dessin : Simon Bisley - Couleurs : Angus McKie
- Fakk 2, Éditions USA, mai 2000
Scénario : Kevin Eastman - Dessin : Simon Bisley
- Batman/Lobo, Semic, Batman Hors Série, novembre 2000
Scénario : Alan Grant - Dessin : Simon Bisley - Couleurs : Nathan Eyring
- L'Art de Simon Bisley, Soleil Productions, juin 2002
Scénario et dessin : Simon Bisley
- Pour une poignée de sang !, Éditions USA, octobre 2002
Scénario : Kevin Eastman - Dessin : Simon Bisley
- La Bible Illustrée par Simon Bisley, Soleil Productions, octobre 2005